# Турополье (село)
Турополье (хорв. Turopolje) — село в общине Велика-Горица в жупании Загребачка Хорватии. По данным переписи 2021 года, численность населения составляла 776 человек.

## Население
| 2011 | 2021 |
| ---- | ---- |
| 953  | ↘776 |